# Rozmowy polskie, łacińskim językiem przeplatane
Rozmowy polskie, łacińskim językiem przeplatane, rytmy ośmiorzecznymi złożone – dialog Wita Korczewskiego wydany w Krakowie w 1553.
O autorze dzieła brak bliższych informacji. Rozmowy mają charakter polemiki broniącej katolicyzmu przed zarzutami protestantów. Pokrewną tematykę i formę ma też inny utwór z epoki – Komedyja o Mięsopuście.
Dialog składa się z dwóch rozmów:
1. [Rozmowa] pierwsza o niektórych pospolitszych ceremoniach kościelnych, jako jest Post, Popielec, Święcona woda, Świec palenie, Umarłym zwonienie, na ostatku wzmianka o Czyścu i o Lutrze nieboszczyku
2. Rozmowa wtóra tymże sposobem rytmów złożona jako i pierwsza … O Dziesięcinie i o Klątwie

W rozmowie pierwszej biorą udział kmieć Jan, jego syn, Student niemieckich uniwersytetów oraz Pleban. Ojciec, zaniepokojony tym, że syn po powrocie ze studiów nie chodzi do kościoła, nie pości i naśmiewa się ze starej wiary, zabiera go na plebanię. Rozpoczyna się tam dysputa, w której Pleban wyjaśnia sens ceremonii i świąt: Popielca, wody święconej, gromnic, czyśćca. Na koniec Pleban zobowiązuje się zbadać prawomyślność ksiąg przywiezionych z Niemiec. Niektóre rozmowy między Studentem a Plebanem prowadzone są prostą, rymowaną łaciną.
W rozmowie biorą udział Wytrykusz (kościelny), Klecha, Pleban, Pan, Chłop, Syn i Pedagog. Częściej zmienia się też miejsce akcji. Głównym tematem rozmowy jest płacenie dziesięciny przez chłopów, od której chłopi uchylali się, a wyklinającego ich z tego powodu księdza – pobili. Spór zostaje rozstrzygnięty polubownie przez Pana: duchowny ma zaprzestać wyklinania chłopów, zaś chłopi zapłacić odszkodowanie i wnosić dziesięcinę.